# Adolf von Donndorf
Adolf Donndorf, od roku 1910 Adolf von Donndorf (16. února 1835, Výmar, Německo – 20. prosince 1916, Stuttgart, Německo) byl německý sochař.

## Život
Narodil se 16. února 1835 ve Výmaru v tehdejším Německém spolku (něm. Deutscher Bund); otec byl truhlářský mistr Martin Gottlieb Adolf Donndorf (též Tonndorf), matra Carolina Donndorfová, roz. Bäßlerová. V letech 1853–1861 byl žákem Ernsta Rietschelse (1804–1861), jednoho z nejvýznamnějších německých sochařů pozdního klasicismu. Pracoval v jeho ateliéru v Drážďanech a po jeho smrti dokončil spolu s Gustavem Adolphem Kietzem (1824–1908) Lutherův pomník pro Worms. Pro svůj sochařský talent byl již 12. listopadu 1864 jmenován čestným členem drážďanské akademie výtvarného umění. V roce 1876 byl povolán jako nástupce profesora Theodora Wagnera na akademii ve Stuttgartu.
Měl dva syny – Karla Donndorfa (1870–1941), který byl taktéž sochařem, a Martina Donndorfa (1865–1937), byl znám jako starosta města Výmar v letech 1910 až 1920.
Adolf von Donndorf se stal čestným občanem měst Výmar (1875), Eisenach (1895) a Stuttgart (1910). V roce 1910 zřídilo město Výmar Donndorfovo muzeum. Zemřel 20. prosince 1916 ve Stuttgartu v tehdejším Německém císařství (něm. Deutsches Reich).

## Tvorba
Výběr z tvorby:
- po smrti svého učitele Ernsta Rietschelse dokončil spolu s Gustavem Adolphem Kietzem Lutherův pomník pro Worms
- 1867–1872, odhalen 1875) – jezdecký pomník velkovévody Karla Augusta, Výmar
- 1875 – pomník Otty von Bismarcka, Heidelberg
- 1879 – pomník Petera von Cornelia, Düsseldorf
- 1880 – náhrobek Roberta Schumanna, Bonn
- 1883 – busta Johanna Wolfganga Goetha, Karlovy Vary[3]
- 1884 – socha Johanna Sebastiana Bacha, Eisenach
- 1885 – Lutherův pomník, Drážďany
- 1885–1888 – venkovní výzdoba budovy „Königliche Landesbibliothek“ ve Stuttgartu, reliéfy a hlavice sloupů
- 1890 – pomník knížete Karla Antona von Hohenzollern, Sigmaringen
- 1893–1902 – jezdecký Pomník císaře Viléma I., Dortmund
- 1903 – pomník Otty von Bismarcka, Eisenach (jako v roce 1875 pro Heidelberg)
- 1895 – Lutherův pomník, Eisenach (jako v roce 1885 pro Drážďany)
- 1913 – Schillerův pomník, Stuttgart

## Fotogalerie

Z díla Adolfa von Donndorf
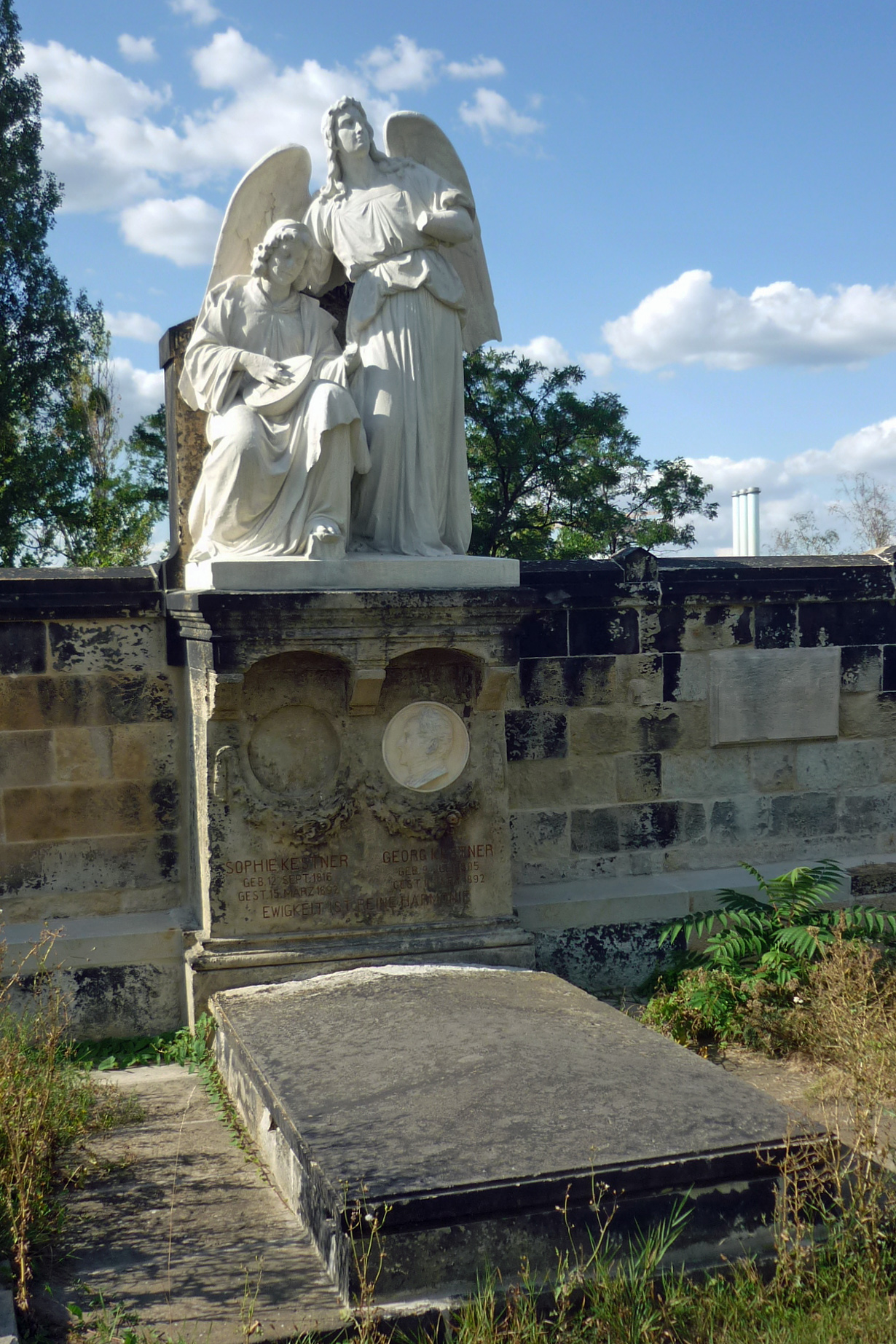
Hrob Georga Kestnera, Drážďany
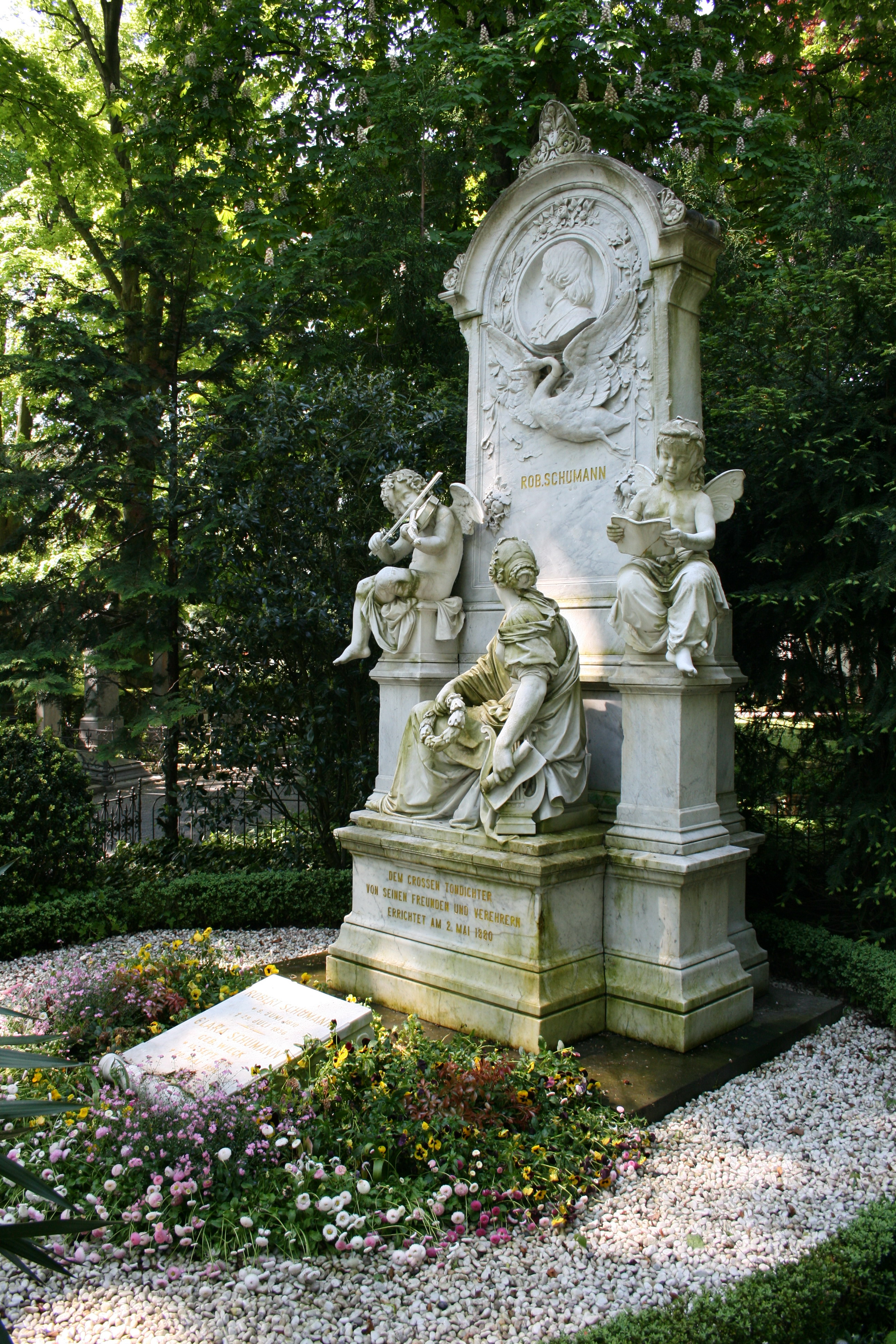
Hrob Roberta Schumanna a Kláry Schumannové, Bonn
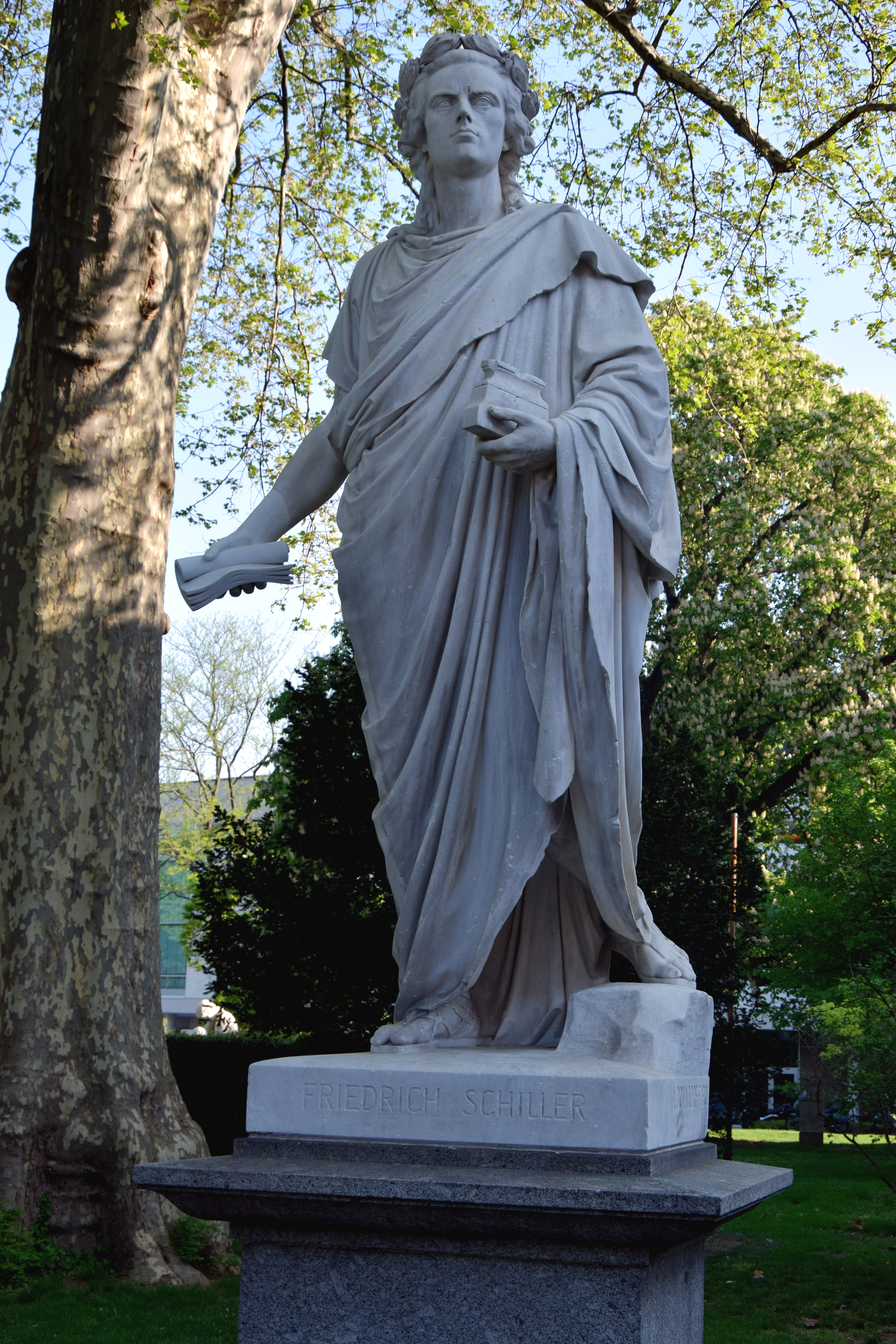
Pomník Frierdicha Schillera, Stuttgart
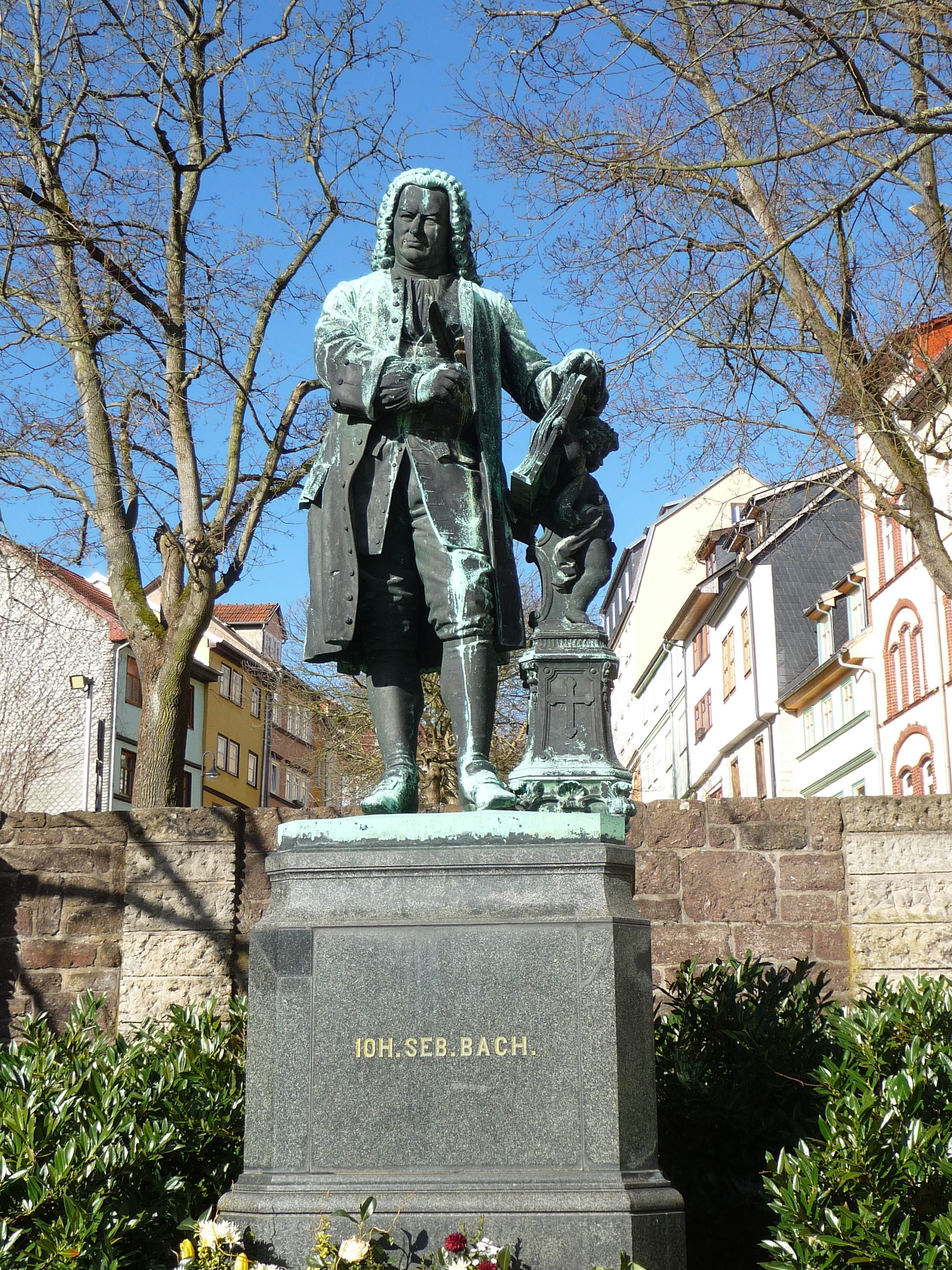
Pomník Johanna Sebastiana Bacha, Eisenach
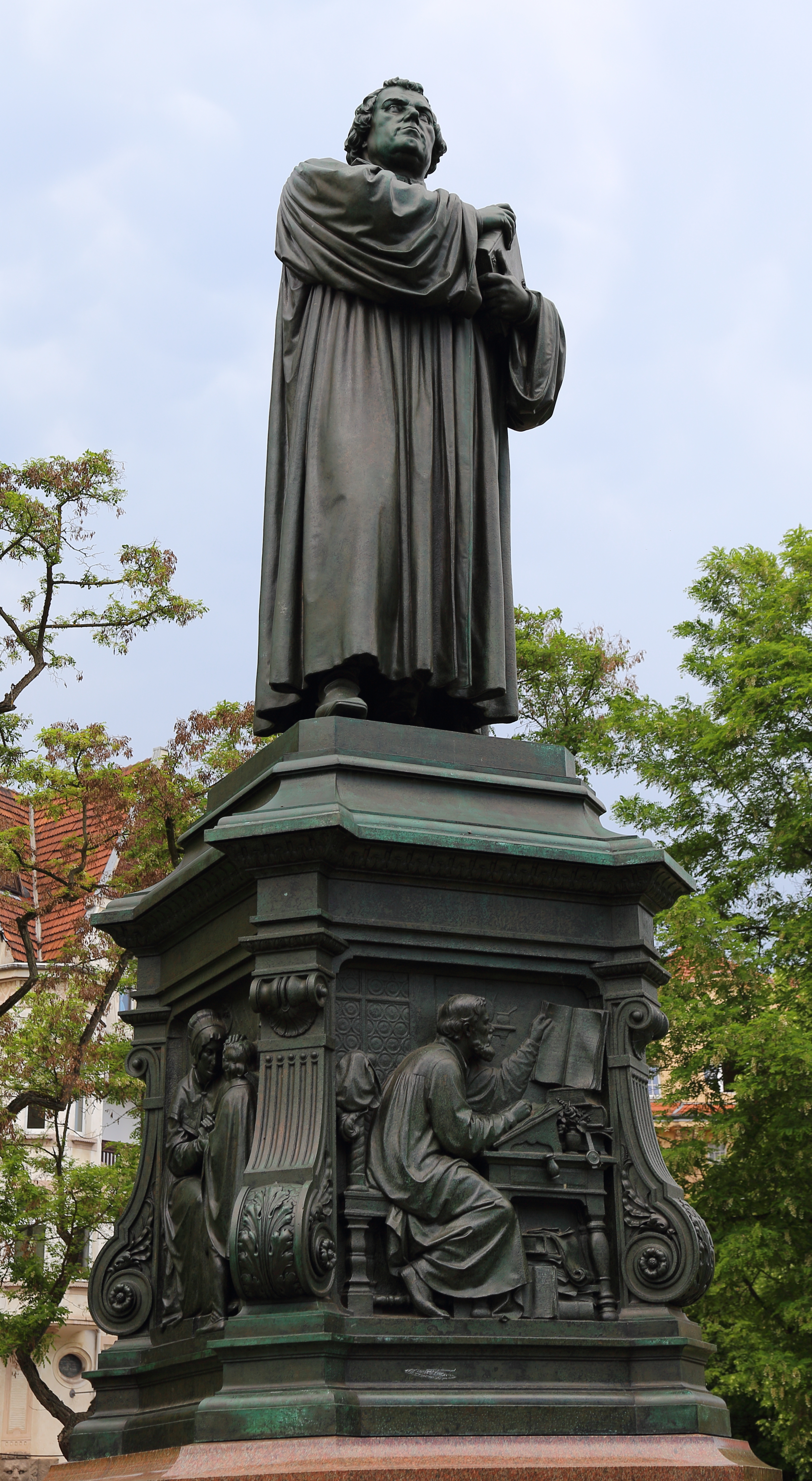
Pomník Martina Luthera, Eisenach
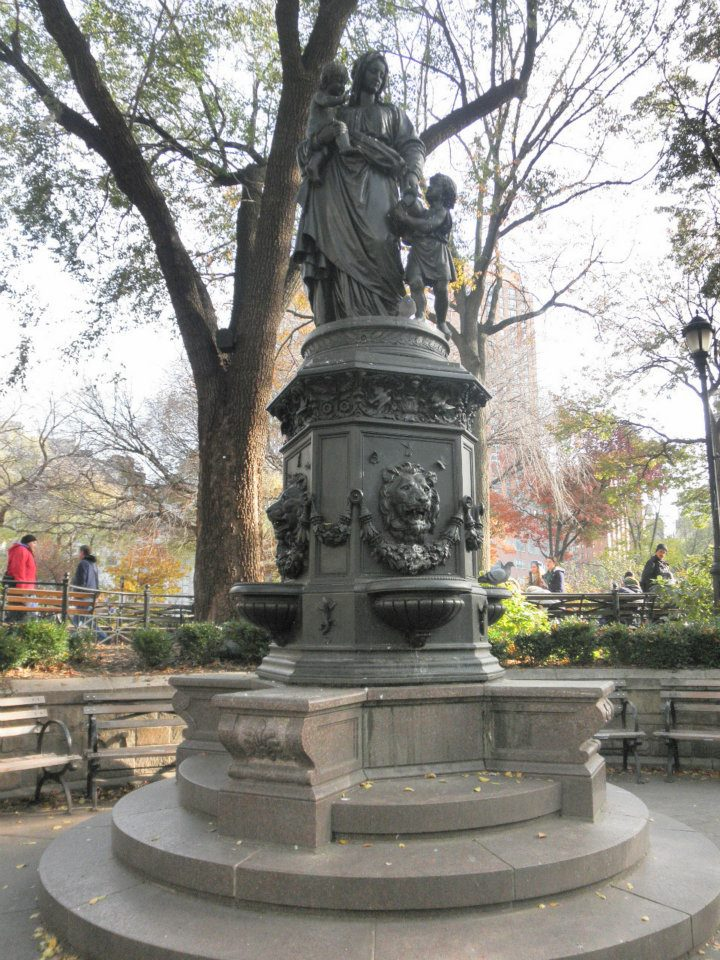
Fontána, Manhattan, New York City
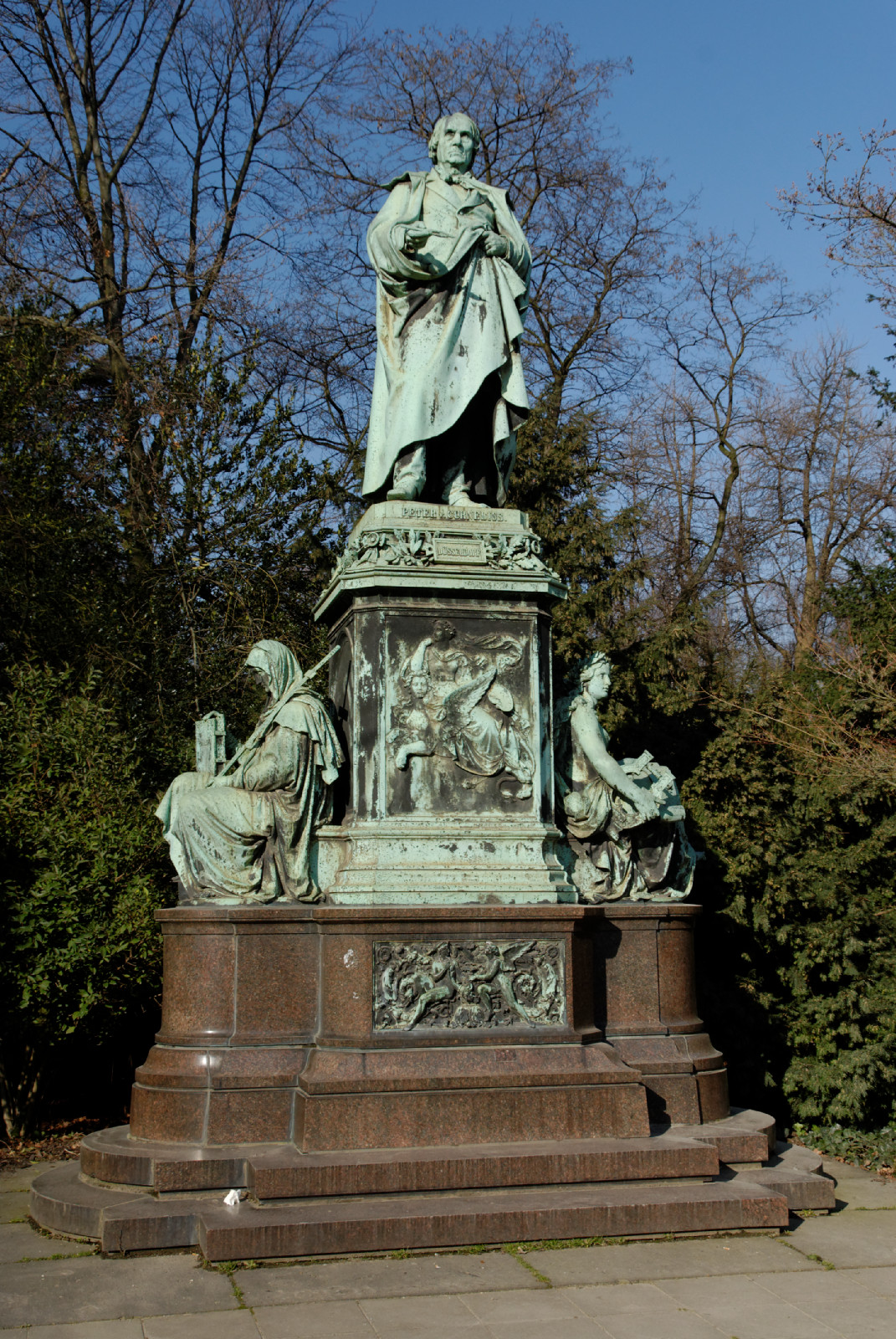
Socha Petra von Cornelia, Düsseldorf
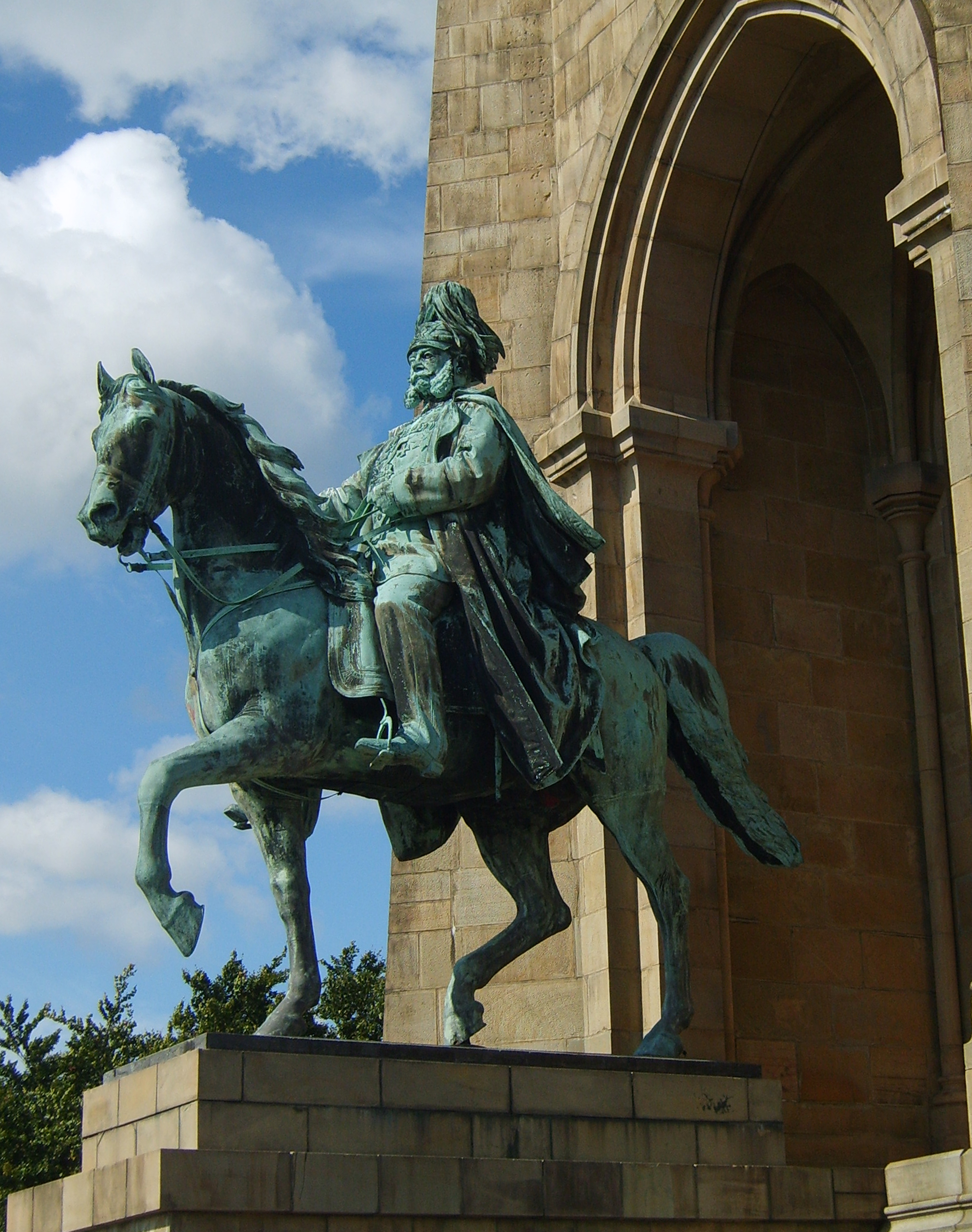
Pomník císaře Wilhelma, Dortmund

Venkovní výzdoba Královské zemské knihovny ve Stuttgartu – reliéfy a hlavice sloupů
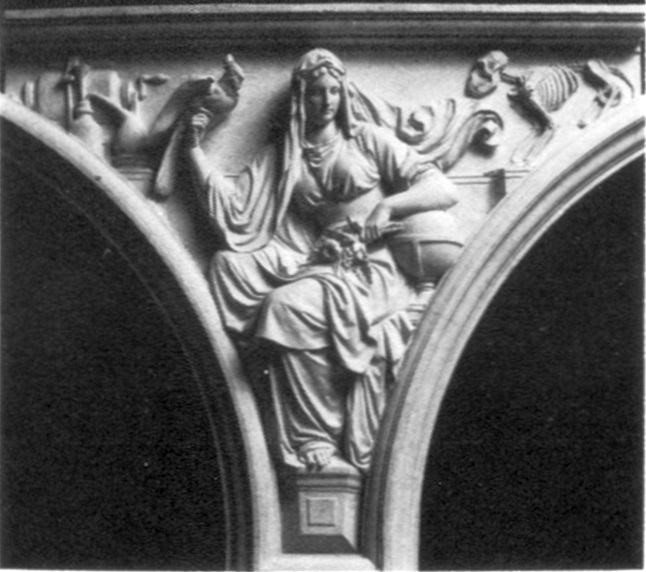
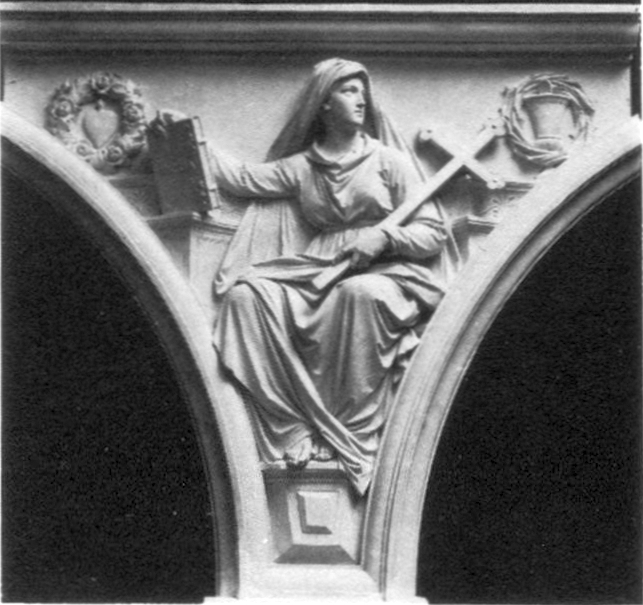
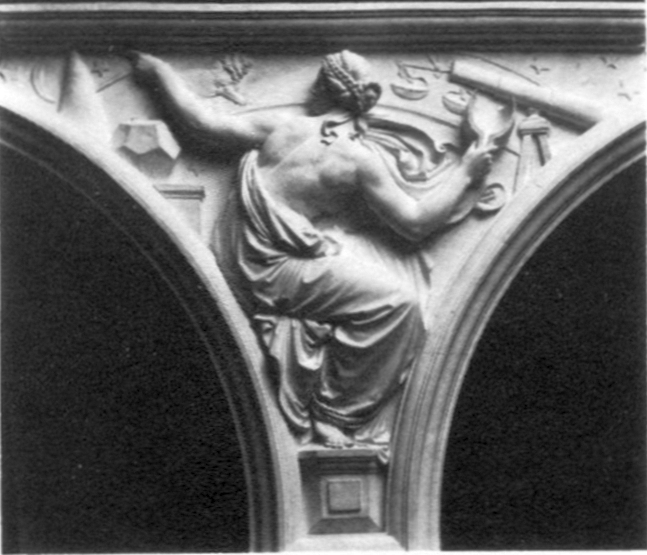
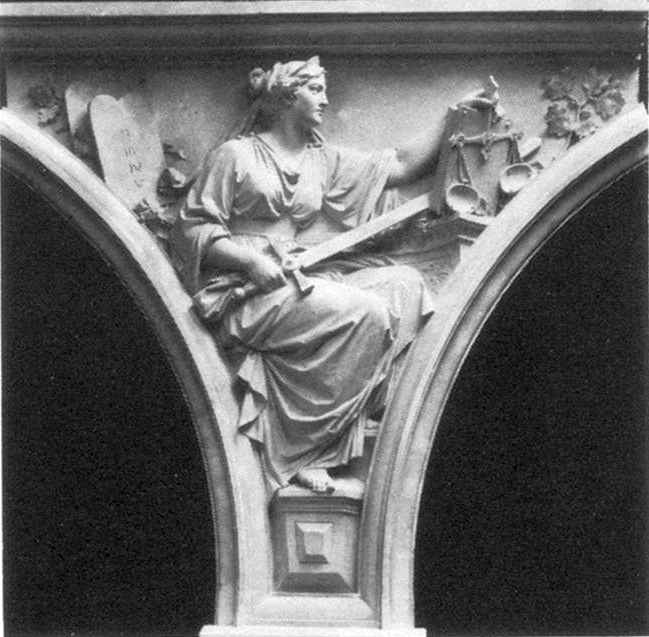
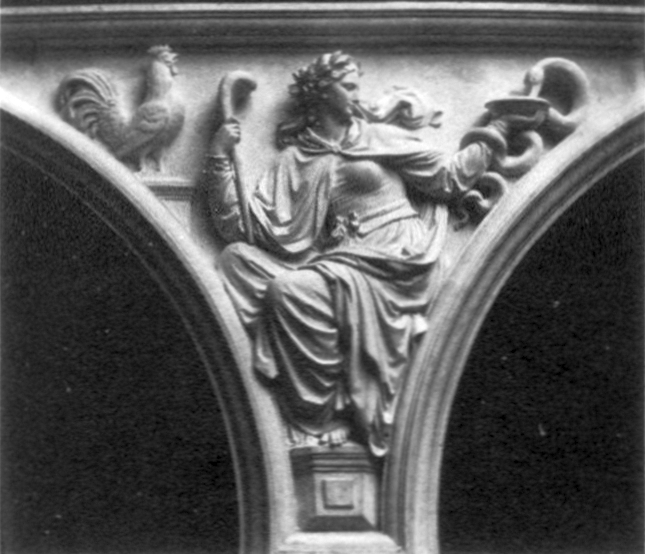
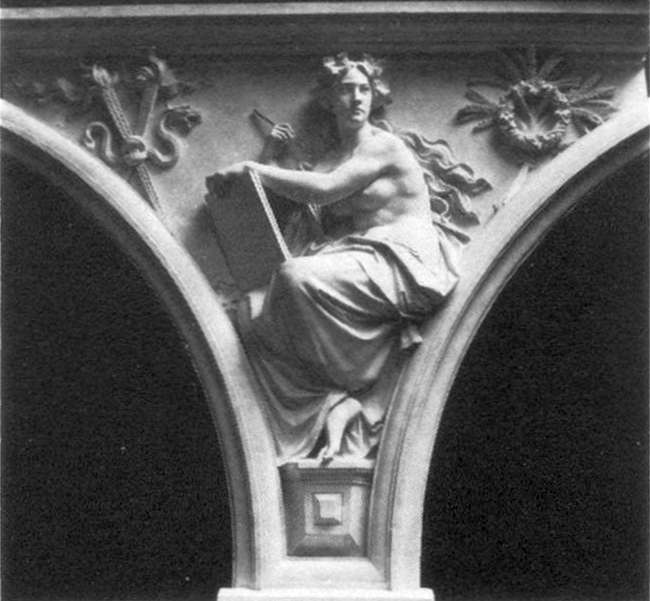
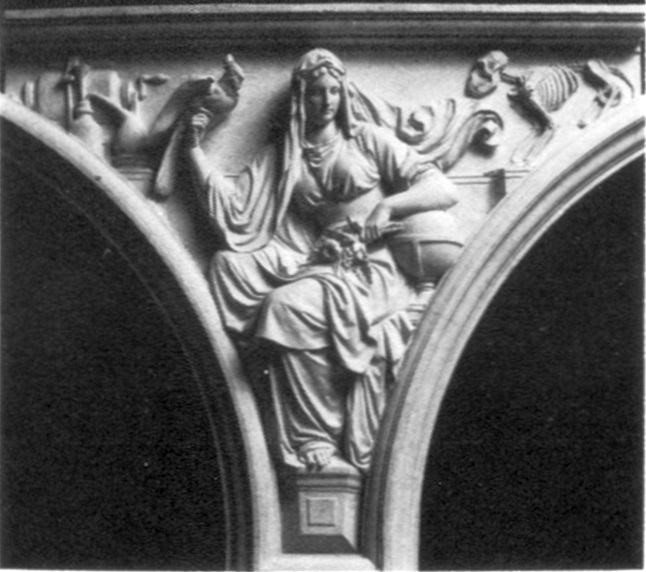
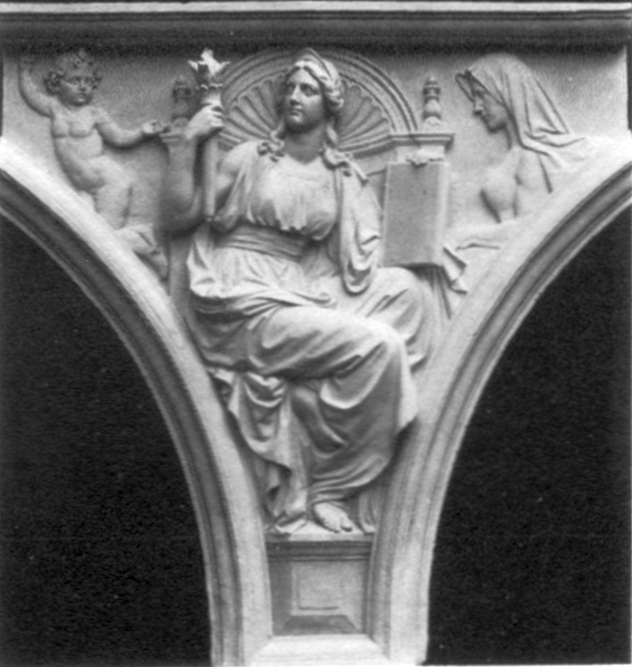
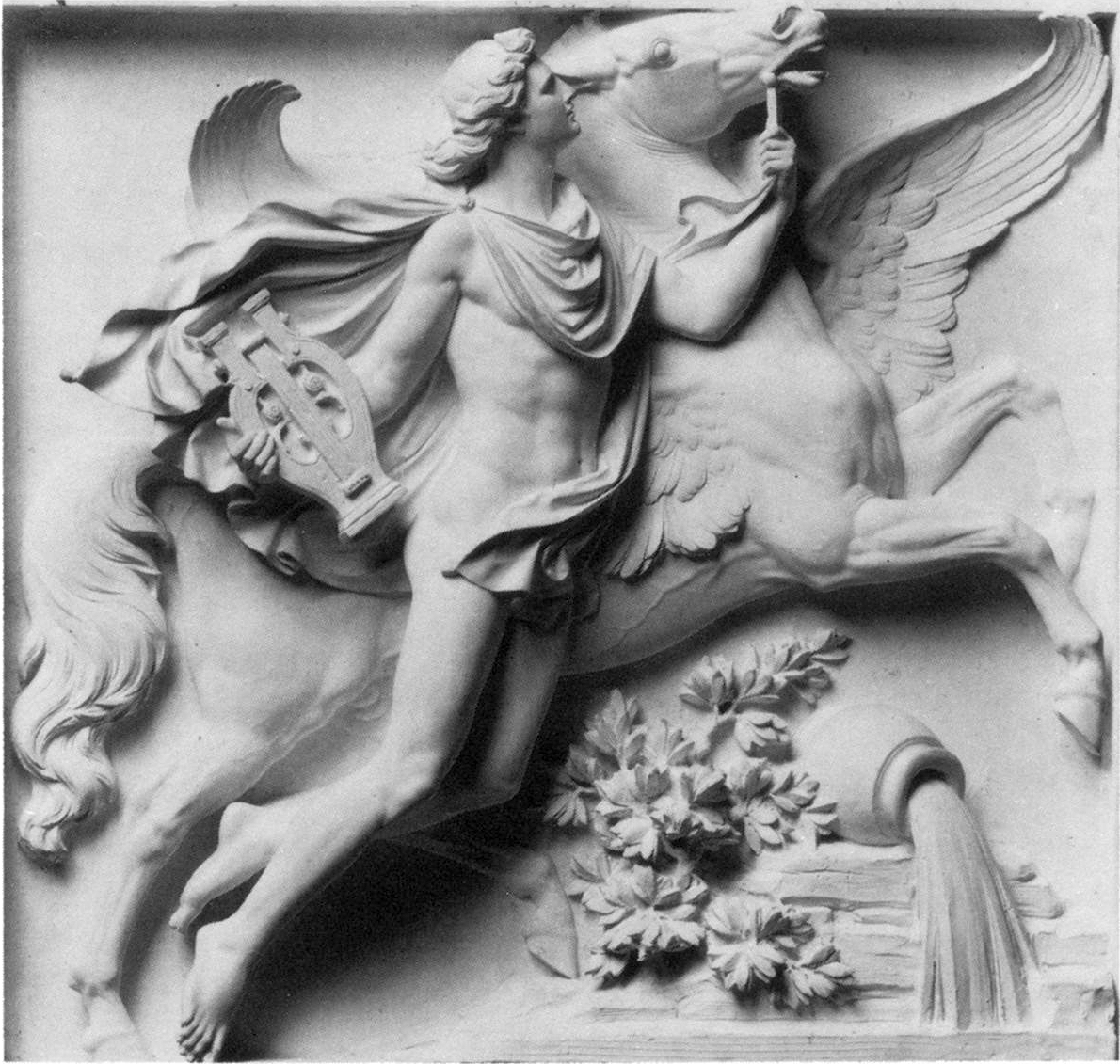
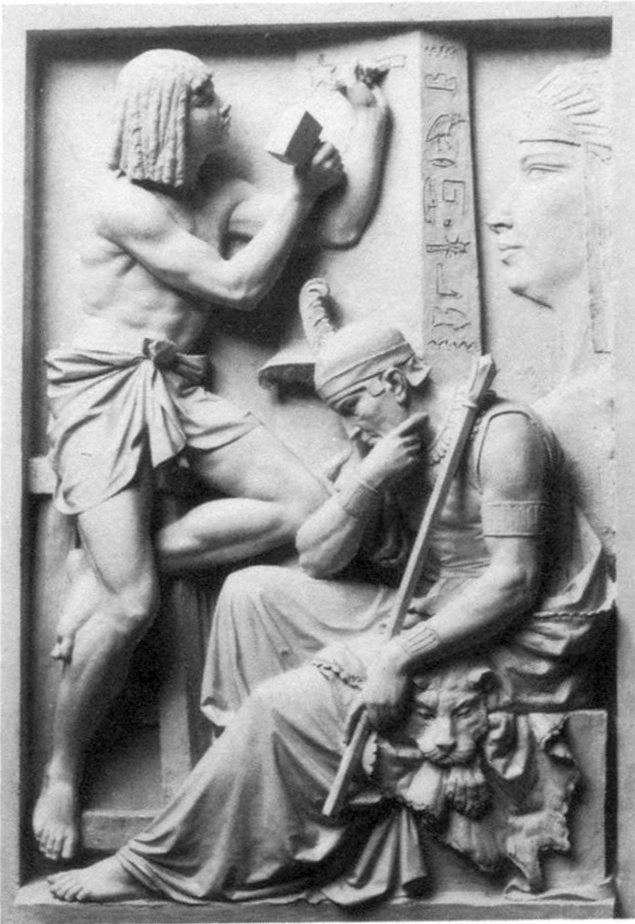
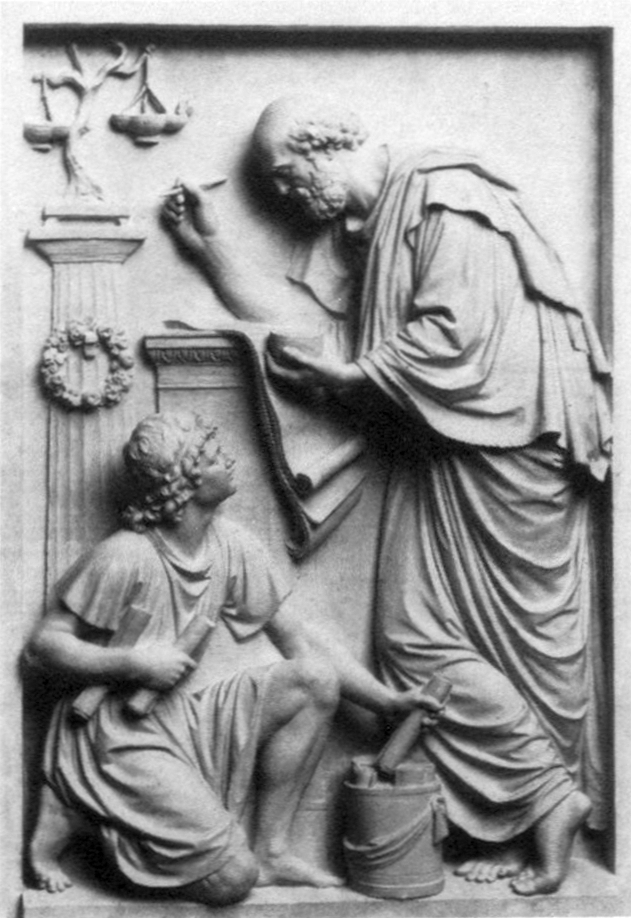
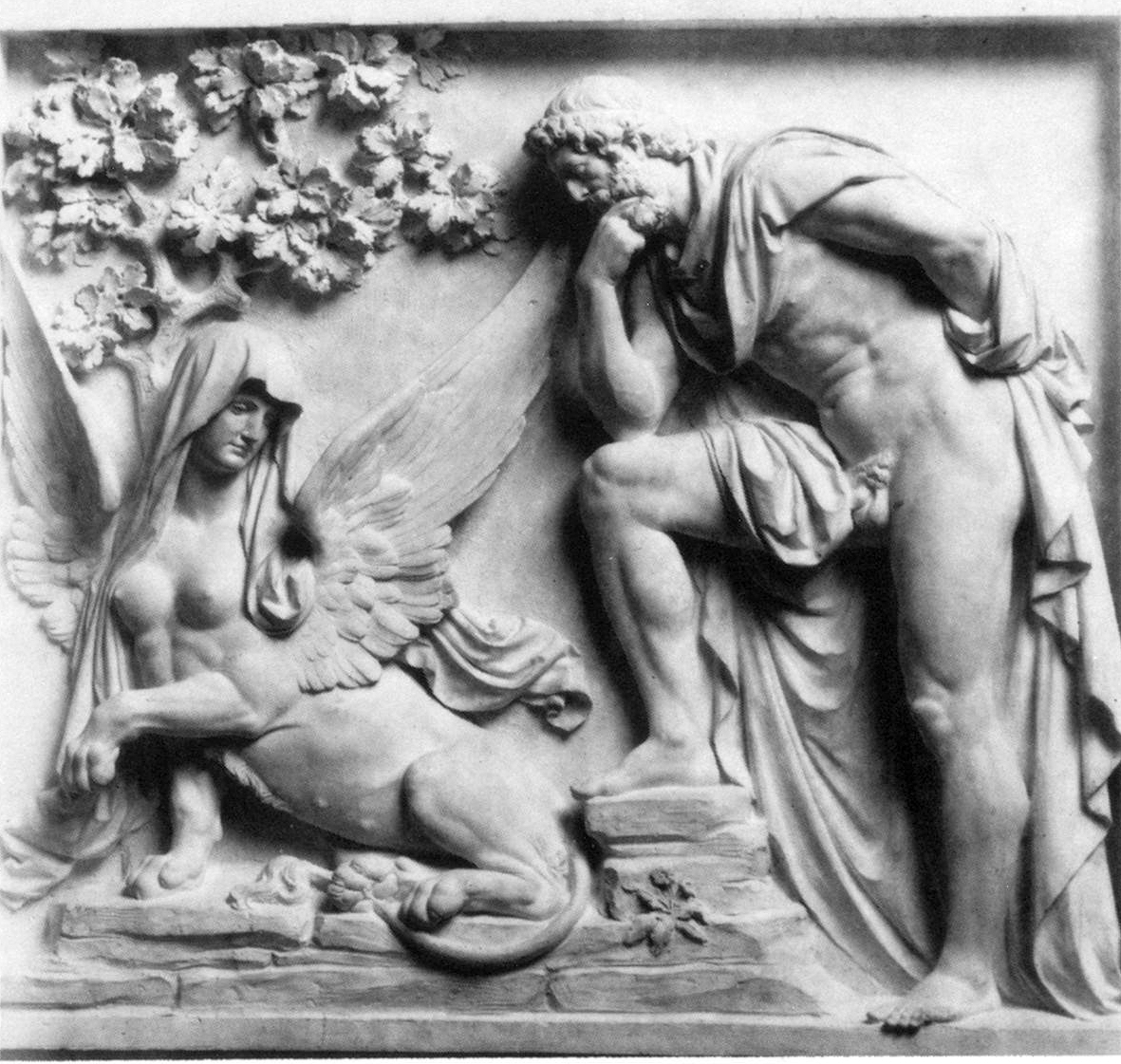
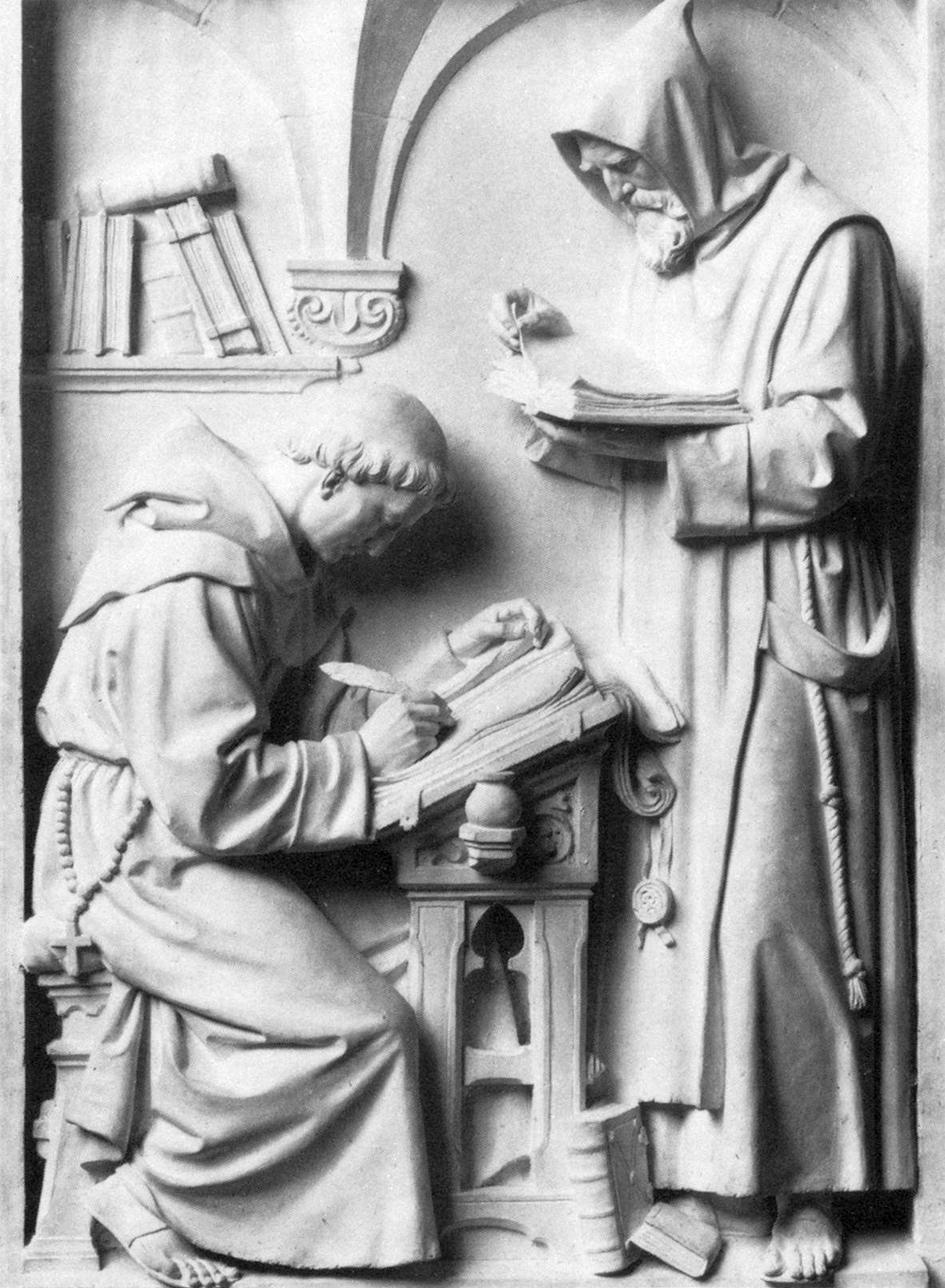
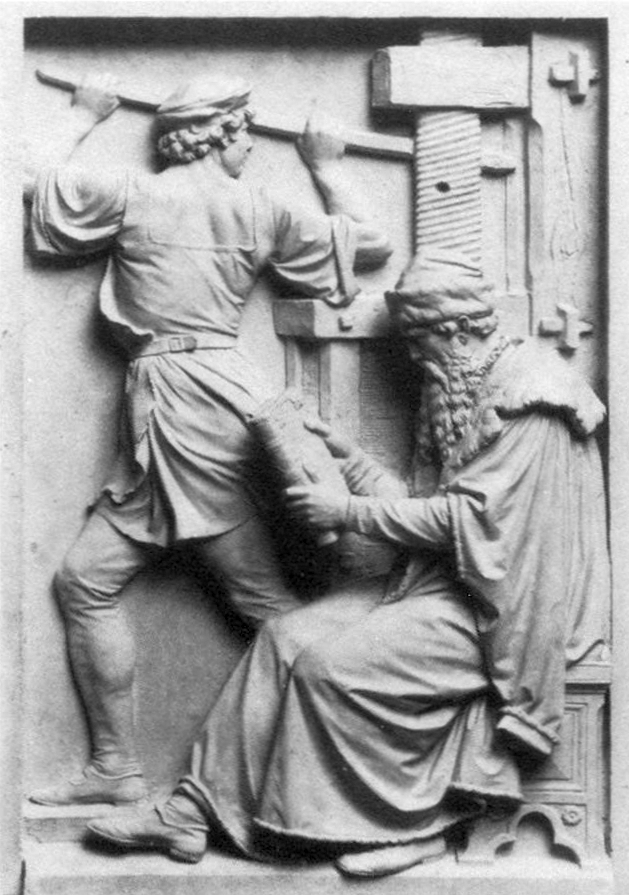
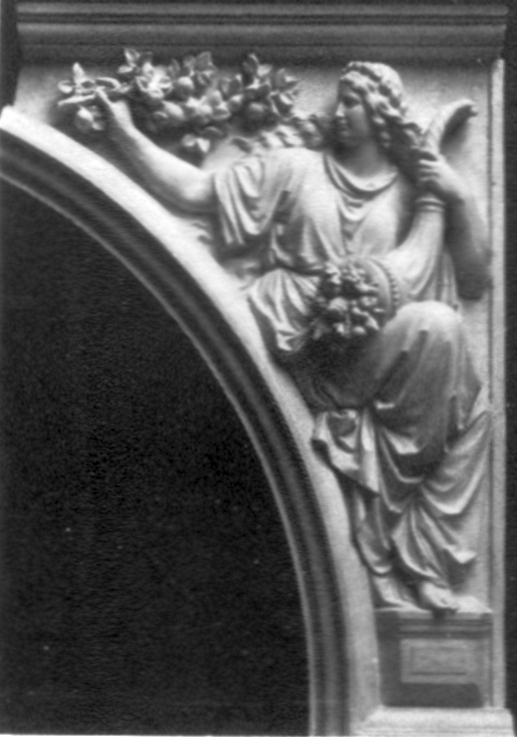
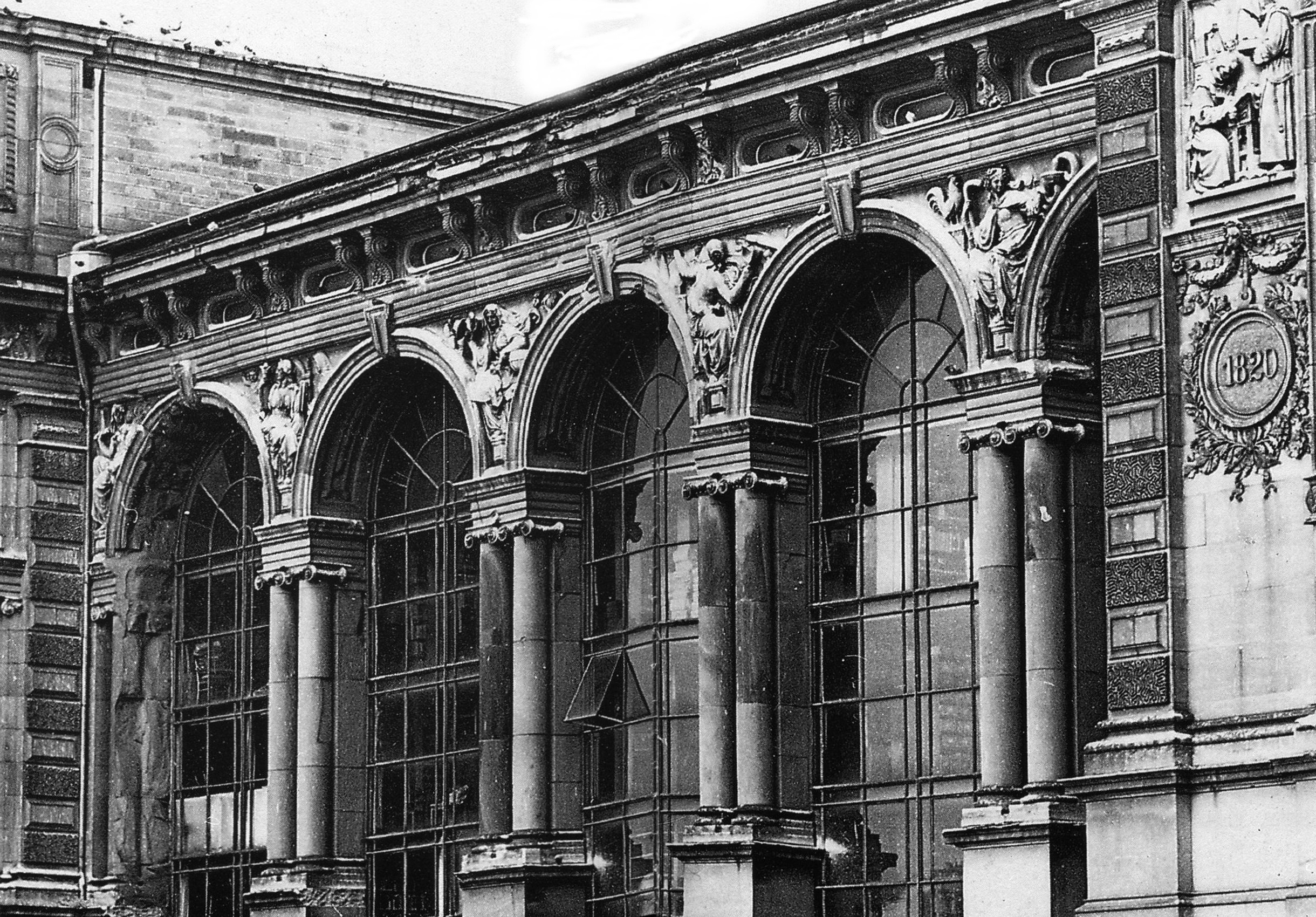